# Megachile moureana
Megachile moureana är en biart som beskrevs av Silveira et al. 2002. Megachile moureana ingår i släktet tapetserarbin, och familjen buksamlarbin. Inga underarter finns listade i Catalogue of Life.